# Ванемуйне (бог)
Ванемуйне — бог музыки в эстонской мифологии, созданный Фридрихом Робертом Фельманом и перенятый Фридрихом Крейцвальдом. Его имя происходит от имени карело-финского богатыря Вяйнямёйнена, главного героя Калевалы. По задумке авторов, Ванемуйне умеет играть на каннеле, он дал голоса всем животным. У Ванемуйне есть дочь Юта (эст. Juta).
В 1869 году Карл Якобсон издал первую книгу чисто эстонских песен, названную «Звуки каннеля Ванемуйне» (эст. Wanemuine Kandle healed), в которой пересказал историю Фельмана. На обложке книги изображён сам Ванемуйне в виде старика с длинной седой бородой, играющего на каннеле. В предисловии Якобсон указывает, что специально опубликовал книгу перед проведением первого Эстонского праздника песни.
В 1865 году в Эстонии было основано Общество песни Ванемуйне. Планировалось возвести в Тарту статую божества в 1878 году, Аугуст Вейценберг создал гипсовую модель, однако план не был воплощён в жизнь из-за недостатка финансирования. В честь Ванемуйне назван первый эстонский профессиональный театр, открытый в Тарту.